# Фромо Кесаро
Фромо Кесаро (д/н— 745) — 3-й володар Кабулистану в 739—745 роках. Названий на честь візантійського імператора Лева III, його ім'я перекладається як «Римський Цезар»

## Життєпис
Походив з династії Тюркшахи. Син Тегін Шаха. Ймовірно разом з батьком брав участь у війнах проти арабів. 739 року Тегін Шах зрікся влади на користь Фромо Кесаро.
Встанови дипломатичні відносини з імперією Тан, номінально визнавши її зверхність. Розрахунок був на те, що китайці в цей час боролися проти арабів у Ферганській долині. Вважається, що його звитяги у війнах з арабами стали основою для появи формування тибетського міфу про героя Гесера, який згодом перейняли монголи.
Помер або загинув Фромо Кесаро 745 року. Йому спадкував син, ім'я якого відомого за китайським написом — Бо Фуцзунь.